# Clematis malacocoma
Clematis malacocoma är en ranunkelväxtart som beskrevs av Wen Tsai Wang. Clematis malacocoma ingår i släktet klematisar, och familjen ranunkelväxter. Inga underarter finns listade i Catalogue of Life.